# Effiakuma
Koordinaten: 4° 55′ N, 1° 45′ W
Effiakuma ist ein Küstenort in der Western Region im westafrikanischen Staat Ghana.  Er befindet sich zwischen den beiden Hafenstädten Takoradi und Sekondi-Takoradi.
Hochrechnungen zum 1. Januar 2007 schätzen die Bevölkerung auf 31.876 Einwohner. Aktuell liegt die Stadt an der 47. Stelle der Liste der größten Städte in Ghana.